# Galerie Max Hetzler
Die Galerie Max Hetzler ist eine 1974 in Stuttgart gegründete internationale Kunstgalerie. Sie wird von Max Hetzler und seiner französischen Ehefrau Samia Saouma geführt.

## Geschichte
In den 1970er Jahren hatte die Galerie ihren Sitz in Stuttgart, 1982 zog sie nach Köln, Mitte der 1990er Jahre übersiedelte sie in eine ehemalige Fabrikhalle nach Berlin. Seine Räume in Charlottenburg eröffnete Max Hetzler 1994. Ein Jahr später entdeckte er die Zimmerstraße am Checkpoint Charlie als zusätzliche Galerieräume, die später zum Hauptstandort wurden. Von der Zimmerstraße wechselte Hetzler 2006 in die ehemaligen Osram-Höfe im Wedding. 
1981 stellte die Galerie sowohl Martin Kippenberger, Günther Förg als auch Albert Oehlen und Reinhard Mucha aus. 
Hetzler stellt museumsreife Gegenwartskunst von Jeff Koons bis Gerhard Merz aus. Ende 2013 verließ Max Hetzler den Ausstellungsraum im Wedding und eröffnete zwei neue Standorte in Berlin-Charlottenburg. Im Mai 2014 hat Hetzler eine Dependance in Paris eröffnet. In Weidingen (Eifel) betreibt er mit seiner Frau die Stiftung zur Förderung zeitgenössischer Kunst in Weidingen, auf deren Gelände jährliche Sommerausstellungen stattfinden, bei denen die Künstler zur Vorbereitung und während der Ausstellung dort wohnen und arbeiten können. Im Juli 2016 wurde auf dem Gelände der Stiftung eine Bibliothek mit ca. 3000 Büchern aus der Sammlung von Günther Förg eröffnet.

## Aktivitäten

### Künstlerliste
- Ai Weiwei
- Darren Almond
- Giulia Andreani
- Karel Appel
- Matthew Barney
- Louise Bonnet
- Glenn Brown
- André Butzer
- William N.Copley
- Jeremy Demester
- Rineke Dijkstra
- Carroll Dunham
- Celeste Dupuy-Spencer
- Ida Ekblad
- Jeff Elrod
- Urs Fischer
- Walton Ford
- Günther Förg
- Robert Grosvenor
- Raymond Hains
- Robert Holyhead
- Hans Josephsohn
- Jeff Koons
- Liz Larner
- Vera Lutter
- Inge Mahn
- Michel Majerus
- Marepe
- Beatriz Milhazes[15]
- Joan Mitchell
- Ernesto Neto
- Frank Nitsche
- David Novros
- Navid Nuur
- Albert Oehlen
- Adam Pendleton
- Richard Prince
- Bridget Riley
- Julian Schnabel
- Raphaela Simon
- Rudolf Stingel
- Thomas Struth
- Tursic & Mille
- Edmund de Waal
- Rebecca Warren
- Grace Weaver
- Christopher Wool
- Zhang Wei
- Toby Ziegler

### Jubiläumsausstellung
Im Jahr 2013 feierte die Galerie ihr 40-jähriges Jubiläum und zeigte die aktuell repräsentierten Künstler in der Ausstellung Remember Everything. Forty Years Galerie Max Hetzler. Dabei wurden Werke u. a. von Darren Almond, Rineke Dijkstra, Mona Hatoum, Jeff Koons, Vera Lutter, Beatriz Milhazes, Ernesto Neto, Frank Nitsche,  Yves Oppenheim, Richard Phillips, Bridget Riley, Thomas Struth, Rebecca Warren, Christopher Wool und Toby Ziegler präsentiert.

### Künstler mit Einzelausstellungen (Auswahl)
Max Hetzler hat gut 100 Einzelausstellungen internationaler Künstler organisiert, unter anderem:
- Darren Almond
- Donald Baechler
- Bernd & Hilla Becher
- Monica Bonvicini
- Klaus vom Bruch
- André Butzer
- Werner Büttner
- Walter Dahn
- Rineke Dijkstra
- Günther Förg
- Mona Hatoum
- Georg Herold
- Hubert Kiecol
- Martin Kippenberger
- Gerhard Merz
- Jeff Koons
- Beatriz Milhazes
- Ernesto Neto
- Frank Nitsche
- Albert Oehlen
- Markus Oehlen
- Yves Oppenheim
- Bridget Riley
- Thomas Struth
- Philip Taaffe
- Rebecca Warren
- Christopher Wool
- Toby Ziegler

### Messebeteiligungen
Die Galerie war seit 1989 durchgehend auf den großen Kunstmessen vertreten, unter anderem auf der abc – art berlin contemporary, The Armory Show, Art Basel, Art Basel Miami Beach, Art Cologne, Art Forum Berlin und der FIAC.

### Kunstbibliothek
Max Hetzler hat eine Kunstbuchsammlung mit über 20.000 Titeln. Kernbestand sind Werke um die Galerie und die Kunst der 1950er, 1960er und 1970er Jahre, Polke und Baselitz und Richter. Darunter sind viele vergriffene Exemplare.